# Ahmad Batebi
Ahmad Batebi (né en 1977 à Shiraz, Iran) est un étudiant et militant politique iranien, porte-parole du mouvement étudiant pour la démocratie en Iran. Il fit la une du magazine The Economist en juillet 1999, lors de protestations étudiantes très importantes.
Il a été emprisonné après les manifestations violentes de juillet 1999. Après avoir été  soumis à des actes de torture dont ont résulté des nombreuses complications médicales, il est détenu dans la prison d’Evin dans la capitale, Téhéran.
En 2006, après avoir purgé 6 ans d’une peine de 15 ans de prison, Ahmad Batebi a été relâché puis arrêté à nouveau le 29 juillet.
En 2007, il réussit à s'échapper d'Iran via l'Irak pour trouver refuge aux États-Unis.